# بليك (نحات)
بليك هو نحات كندي، ولد في 3 يونيو 1956.